# Treptower Park

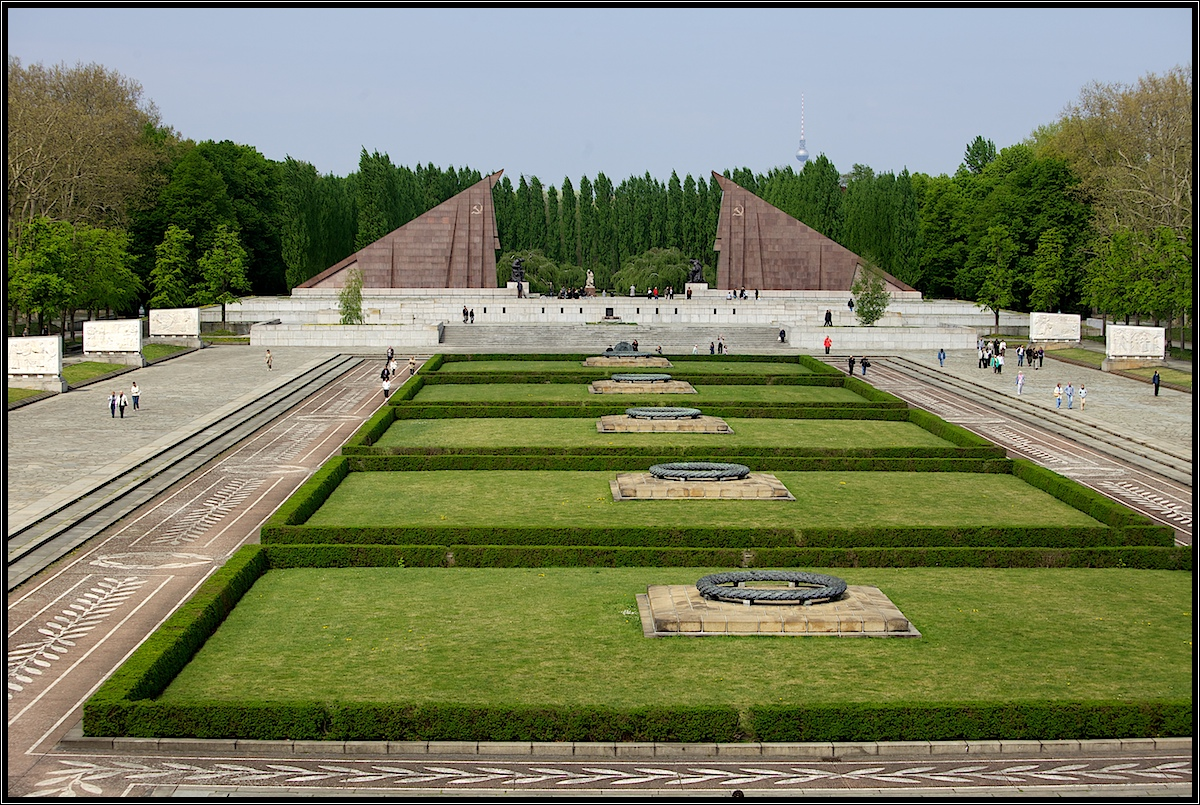
Treptower Park

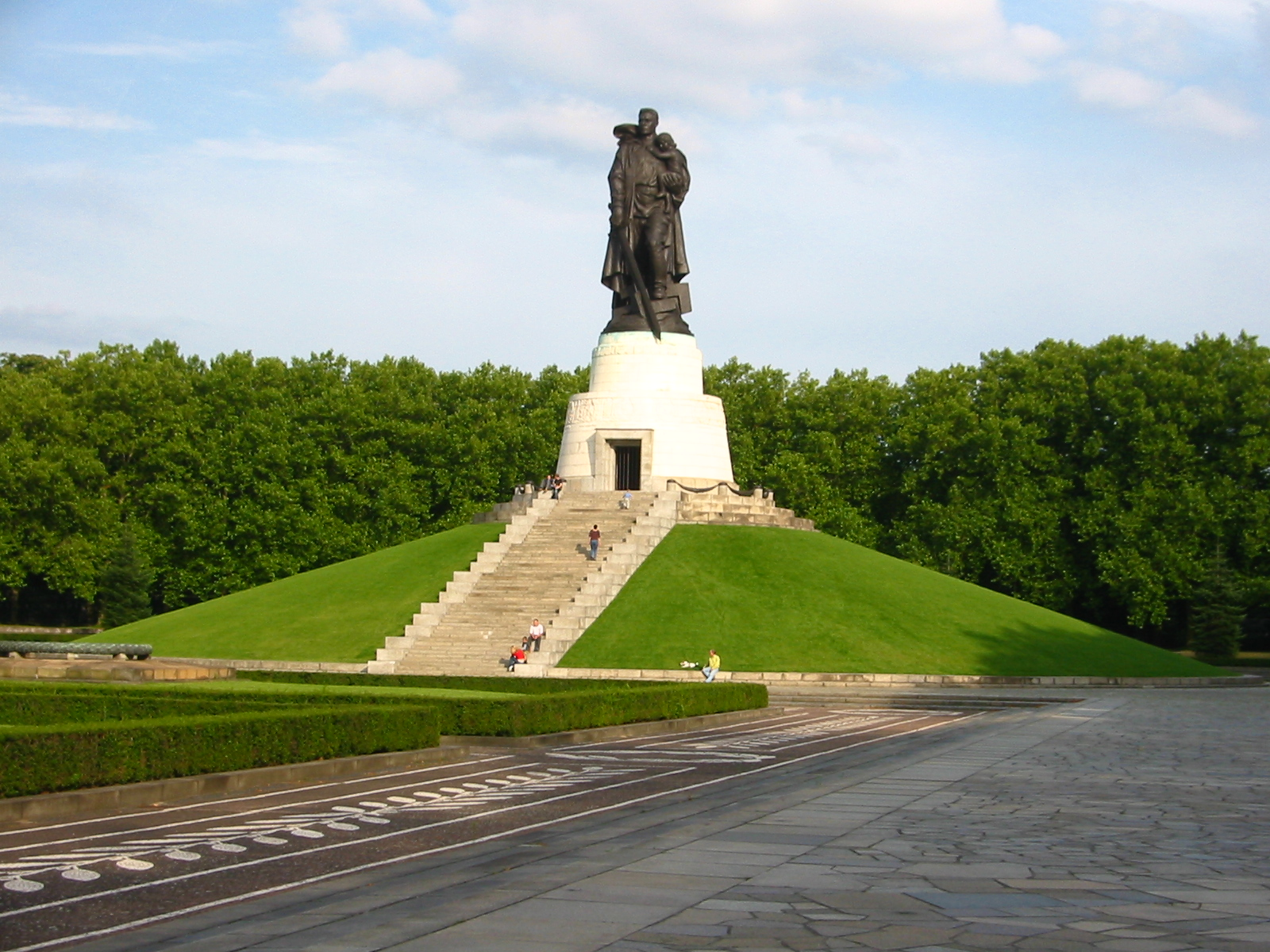
Kulle med soldat-staty.

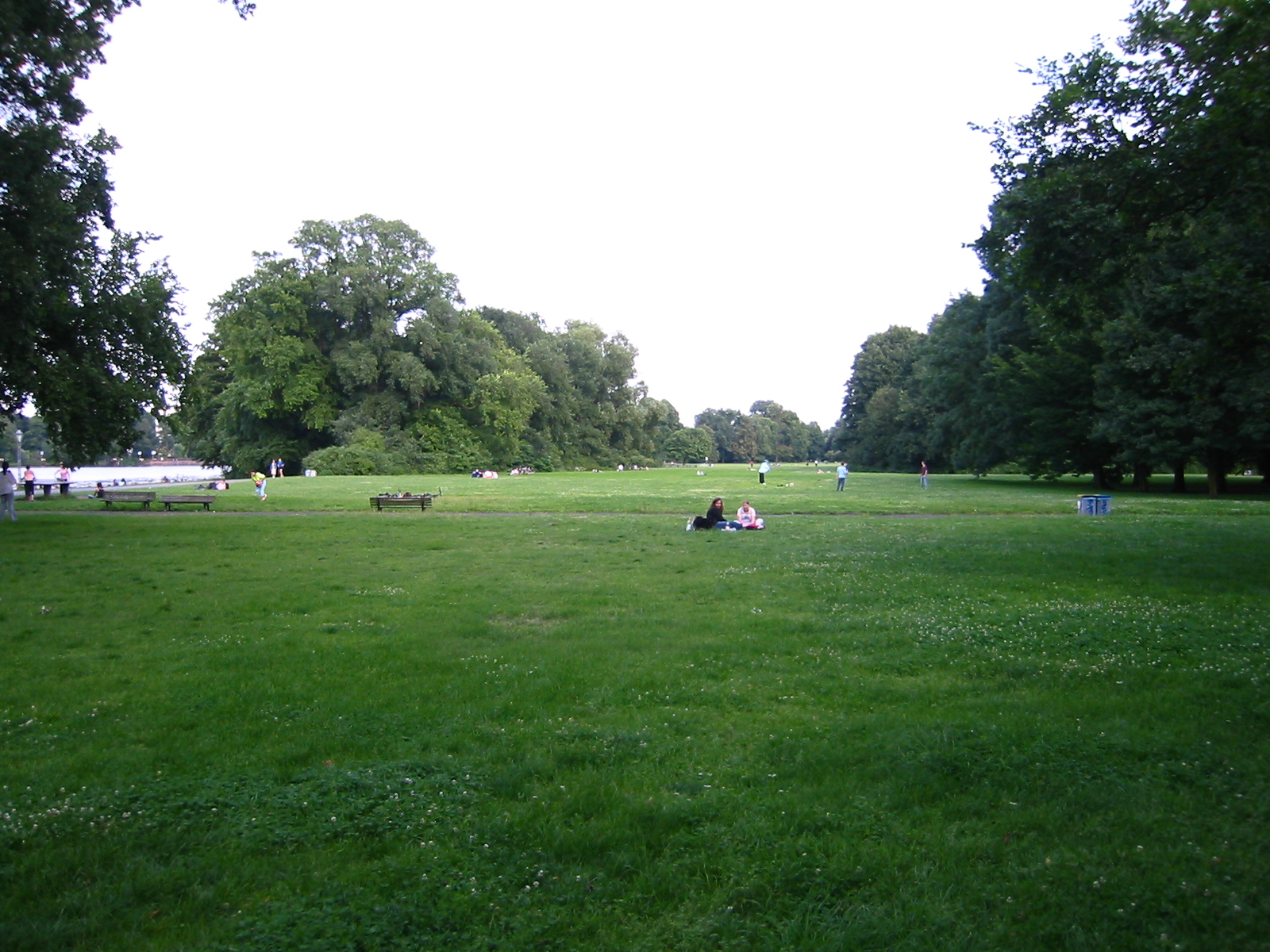
Äng i parken.

Treptower Park är en park och ett grönområde som ligger vid floden Spree i Berlin. Parken anlades ursprungligen mellan 1876 och 1878 efter planer av Gustav Meyer, sydost om stadskärnan i stadsdelen Alt-Treptow. Den är ett populärt rekreationsområde för såväl berlinare som turister. Bredvid Treptower Park ligger pendeltågsstationen Treptower Park på Berlins ringbana, uppförd 1875.
Treptower Park är känd för Sovjetunionens monument, Sowjetisches Ehrenmal Treptower Park, över erövringen av Berlin 1945 och de stupade soldaterna i röda armén under andra världskriget.
I parken ligger Archenholdobservatoriet, ett astronomiskt folkobservatorium med ett karakteristiskt långt rörformat teleskop på taket, kallat Himmelskanone.  Observatoriet grundades 1896 och den nuvarande observatoriebyggnaden uppfördes 1909.  Till parken hör även ön Insel der Jugend (Ungdomens ö) i Spree, dit bron Abteibrücke leder. I Plänterwald vid östra utkanten av parken ligger den tidigare nöjesparken Spreepark.

## Fotogalleri

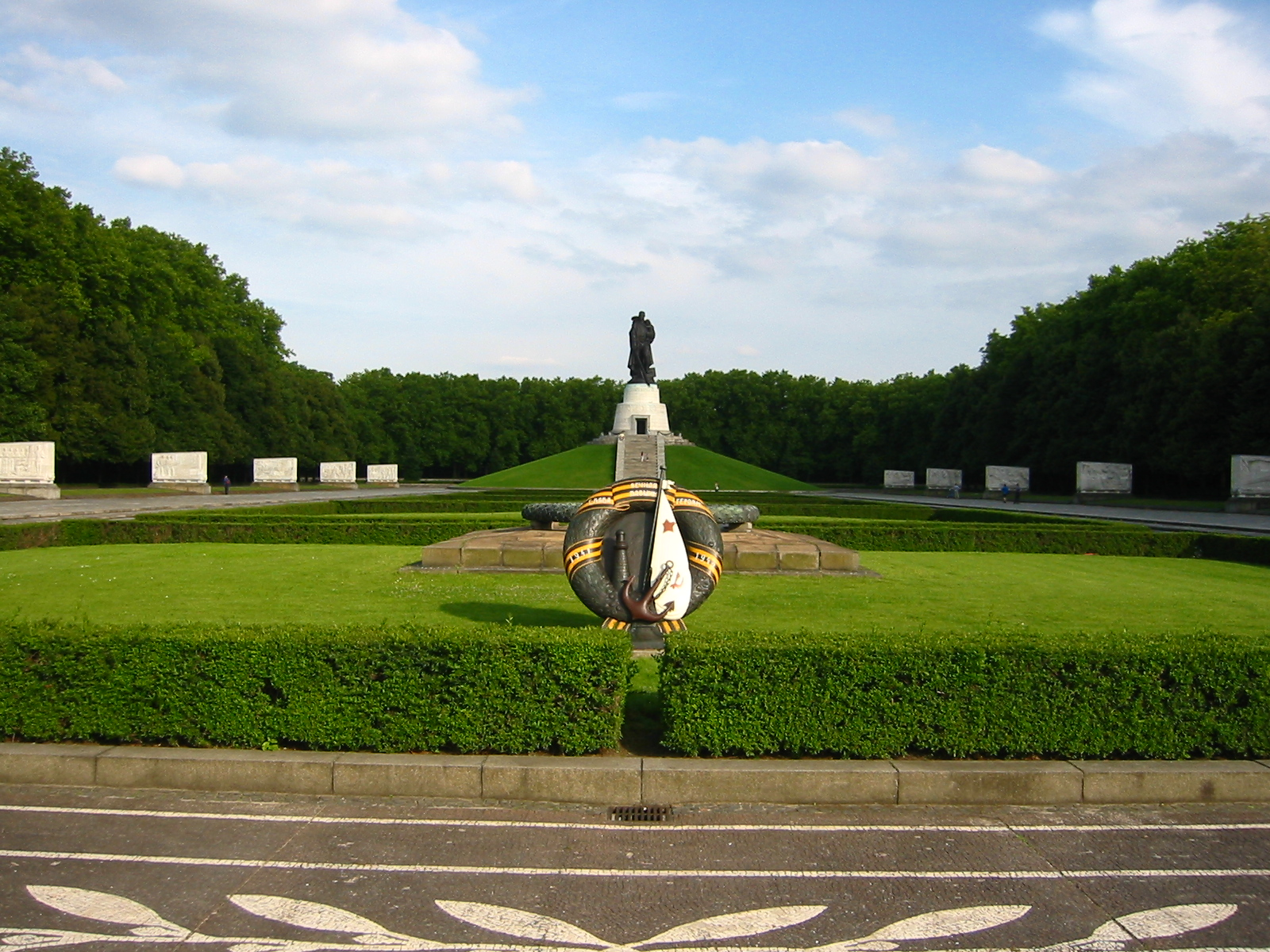
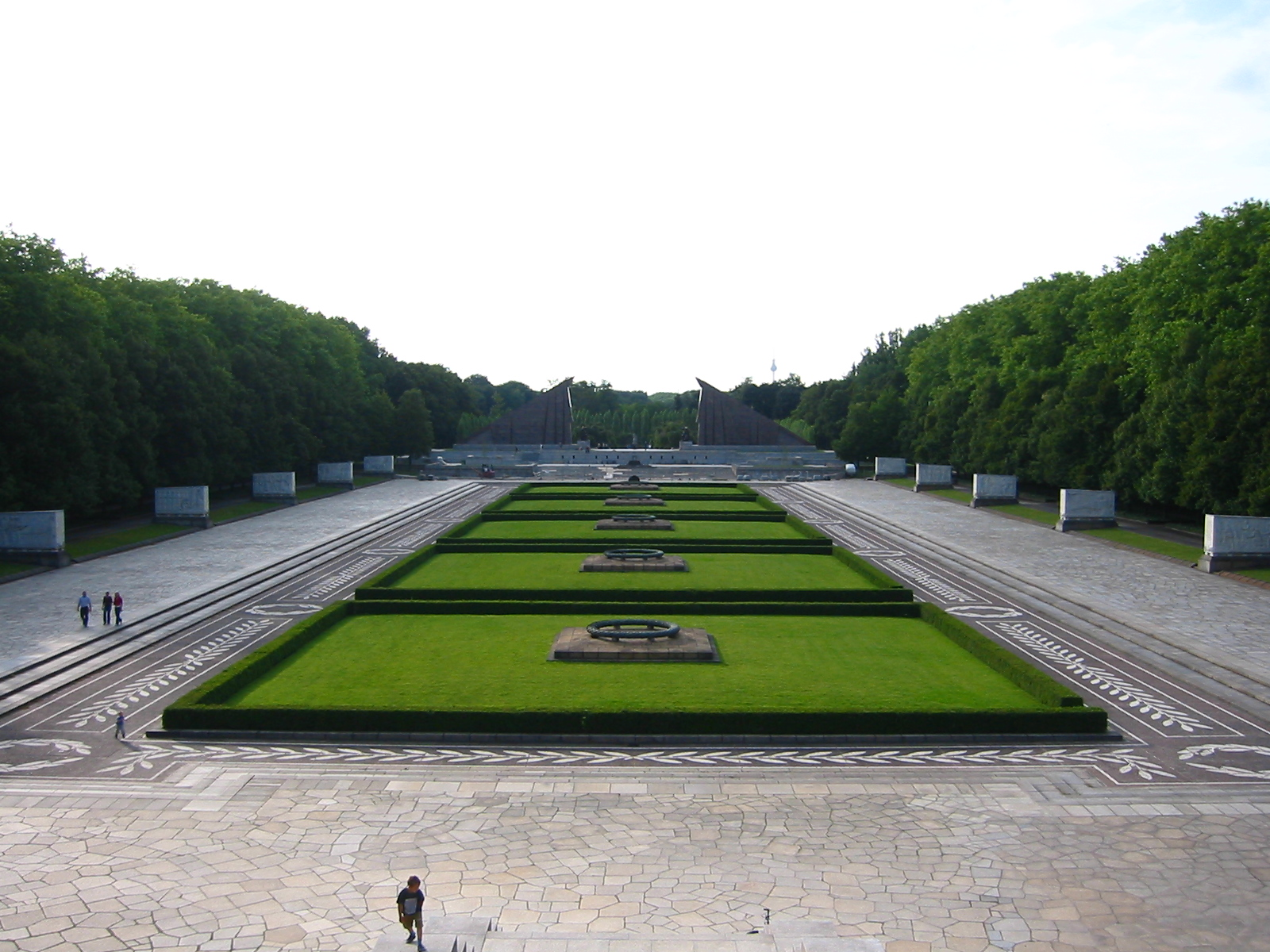
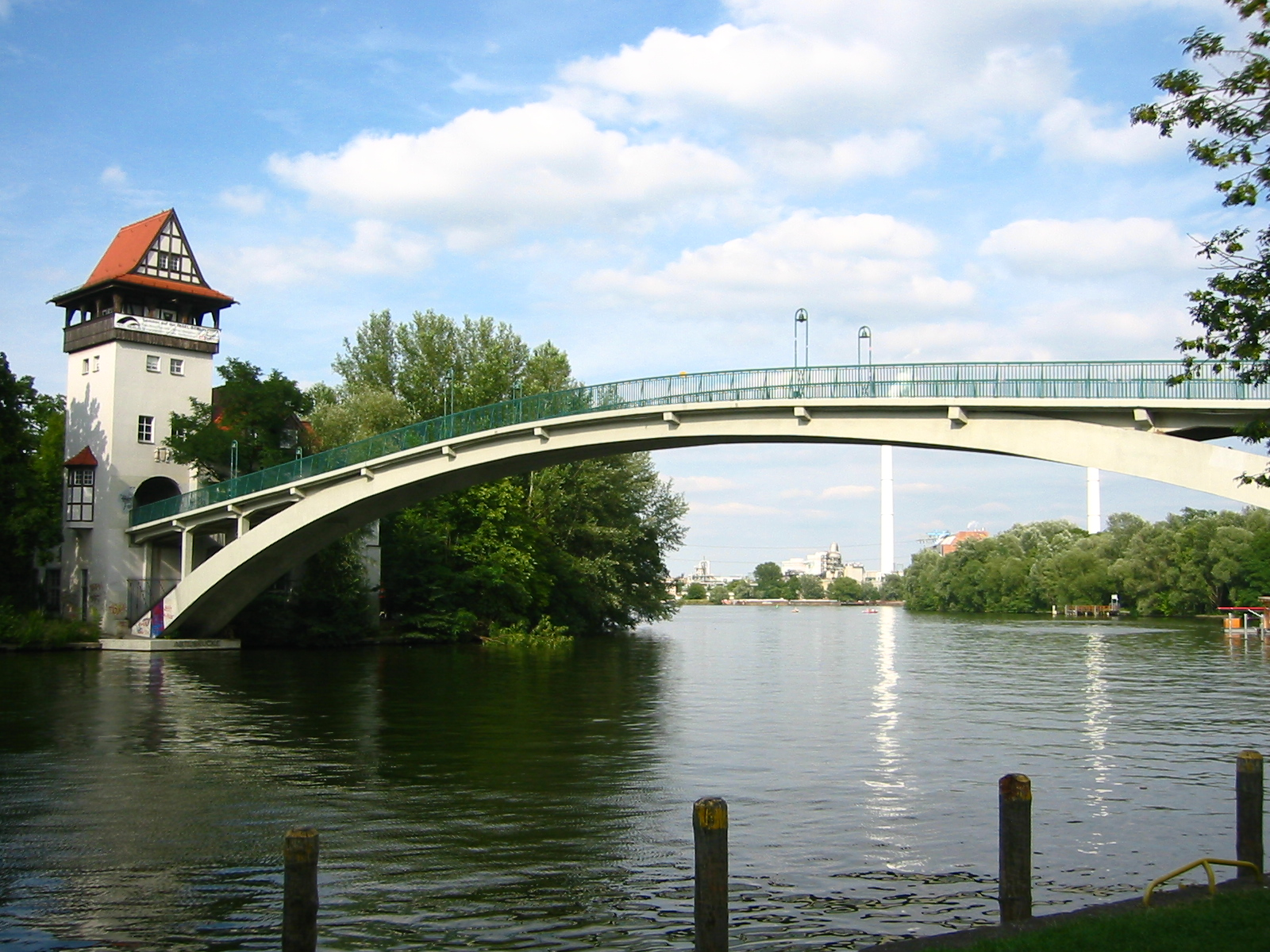
Abteibrücke
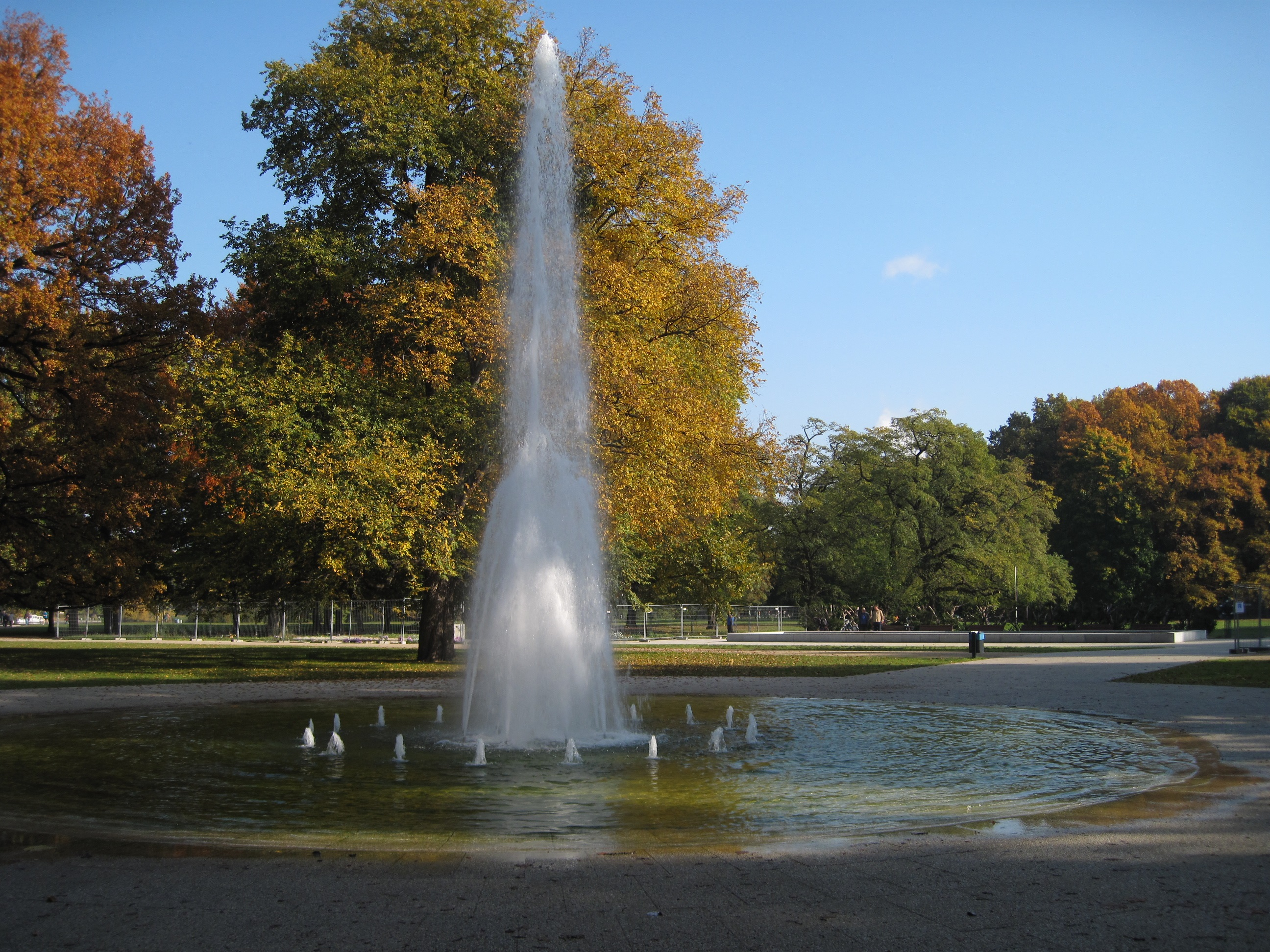